# 베이징대학의학부

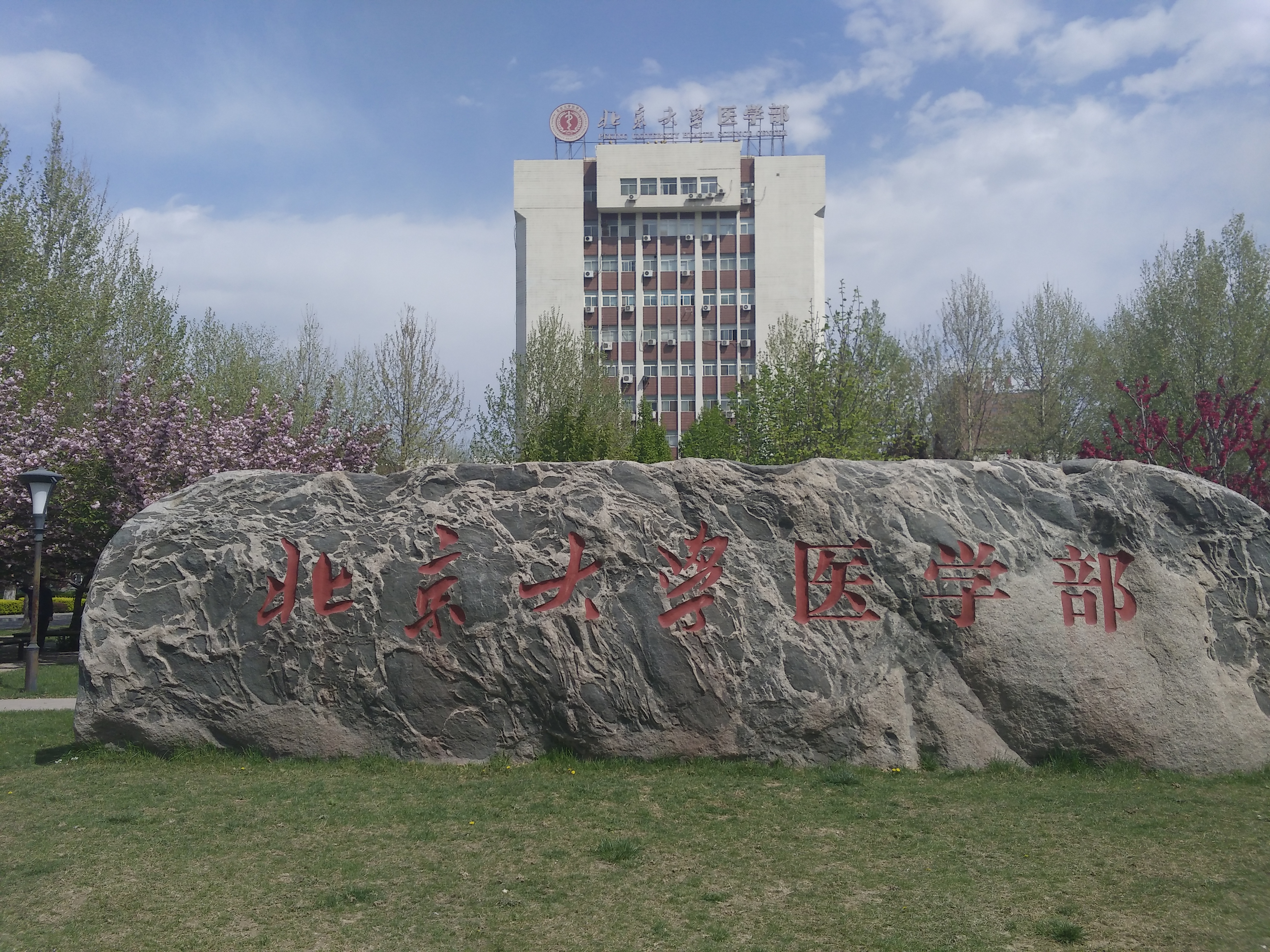

베이징대학의학부(北京大学医学部, Peking University Health Science Center), 원래 명칭 베이징의학원(북경의학원), 베이징전문의학학교(北京專門醫學學校)는 베이징대학의 의과대학이다. 베이징의 14개 관계병원을 보유하고 있다.
처음에는 1902년 설립되었으나 1908년 정부의 자금 조달 문제로 운영이 중단되다가 1912년 10월 26일 재개하면서 최초로 설립되었다.

## 동문
중난산 (의사), 투유유 등이 이 대학원의 동문이다.